# Рокінгем (Джорджія)
Рокінгем (англ. Rockingham) — переписна місцевість (CDP) в США, в окрузі Бейкон штату Джорджія. Населення — 230 осіб (2020).

## Географія
Рокінгем розташований за координатами 31°32′31″ пн. ш. 82°25′5″ зх. д. / 31.54194° пн. ш. 82.41806° зх. д. (31.541870, -82.417973).  За даними Бюро перепису населення США в 2010 році переписна місцевість мала площу 3,05 км², з яких 2,90 км² — суходіл та 0,15 км² — водойми.

## Демографія
Згідно з переписом 2010 року, у переписній місцевості мешкало 248 осіб у 80 домогосподарствах у складі 65 родин. Густота населення становила 81 особа/км².  Було 90 помешкань (29/км²).
Расовий склад населення:
| - 80,6 % — білих - 13,7 % — чорних або афроамериканців - 0,4 % — вихідців з тихоокеанських островів - 4,4 % — осіб інших рас |

До двох чи більше рас належало 0,8 %. Частка іспаномовних становила 12,5 % від усіх жителів.
За віковим діапазоном населення розподілялося таким чином: 30,2 % — особи молодші 18 років, 61,7 % — особи у віці 18—64 років, 8,1 % — особи у віці 65 років та старші. Медіана віку мешканця становила 33,2 року. На 100 осіб жіночої статі у переписній місцевості припадало 106,7 чоловіків;  на 100 жінок у віці від 18 років та старших — 103,5 чоловіків також старших 18 років.
Цивільне працевлаштоване населення становило 184 особи. Основні галузі зайнятості: роздрібна торгівля — 40,8 %, будівництво — 27,2 %, публічна адміністрація — 13,6 %, сільське господарство, лісництво, риболовля — 10,3 %.